# Беджицка-Шеппард, Анна
Анна Беджицка-Шеппард (пол. Anna Biedrzycka-Sheppard, в титрах Anna B. Sheppard; род. 18 января 1946, Жирардув, Польша) — польская художница по костюмам. Трижды номинировалась на премию «Оскар» за лучший дизайн костюмов в фильмах: «Список Шиндлера» (1993), «Пианист» (2002) и «Малефисента» (2014).

## Карьера
Родилась в 1946 году в Польше, окончила Академию изящных искусств в Варшаве. Работу художника по костюмам начала в 1970-х годах, в фильмах режиссёра Кшиштофа Занусси. В 1990-х продолжила карьеру в Голливуде. Наиболее важной вехой к успеху для Анны Шеппард стала картина «Список Шиндлера» (1993), в которой она работала со знаменитым режиссёром Стивеном Спилбергом. Дизайн костюмов для этого фильма принёс ей первую номинацию на премию «Оскар». Дальнейшая карьера сопровождалась сотрудничеством с известными режиссёрами, такими как Фолькер Шлёндорф («Лесной царь», 1996), Роман Полански («Пианист», 2002 и «Оливер Твист», 2005) и Квентин Тарантино («Бесславные ублюдки», 2009).
В настоящее время проживает в Лондоне (Великобритания). У Анны Шеппард есть младшая сестра Магдалена Беджицка, также дизайнер костюмов.

## Фильмография
Ассистент дизайнера костюмов
- 1970 — Колумбы (телесериал) / Kolumbowie
- 1971 — Дятел / Dzięcioł

Дизайнер костюмов
- 1971 — Семейная жизнь / Życie rodzinne (реж. Кшиштоф Занусси)
- 1971 — За стеной (ТВ) / Za ścianą (реж. Кшиштоф Занусси)
- 1972 — Гипотеза (ТВ, короткометражный) / Hipoteza (реж. Кшиштоф Занусси)
- 1973 — Личный досмотр / Rewizja osobista
- 1973 — Иллюминация / Iluminacja (реж. Кшиштоф Занусси)
- 1974 — Отчёт о преступлении / Zapis zbrodni
- 1975 — Квартальный отчёт / Bilans kwartalny (реж. Кшиштоф Занусси)
- 1976 — Польские дороги (телесериал) / Polskie drogi
- 1976 — Брюнет вечерней порой / Brunet wieczorową porą
- 1977 — Защитные цвета / Barwy ochronne (реж. Кшиштоф Занусси)
- 1977 — Мадам Бовари это я / Pani Bovary to ja
- 1977 — Один на один / Sam na sam
- 1977 — Длинная брачная ночь (ТВ) / Długa noc poślubna
- 1978 — Спираль / Spirala (реж. Кшиштоф Занусси)
- 1979 — Дороги в ночи (ТВ) / Wege in der Nacht (реж. Кшиштоф Занусси)
- 1980 — Константа / Constans (реж. Кшиштоф Занусси)
- 1980 — Контракт (ТВ) / Kontrakt (реж. Кшиштоф Занусси)
- 1981 — Из далёкой страны / From a Far Country / Z dalekiego kraju (реж. Кшиштоф Занусси)
- 1982 — Императив / Imperativ (реж. Кшиштоф Занусси)
- 1982 — Искушение (ТВ) / Versuchung / Pokuszenie (реж. Кшиштоф Занусси)
- 1985 — Парадигма / Paradigma (реж. Кшиштоф Занусси)
- 1988 — Убить священника / To Kill a Priest (реж. Агнешка Холланд)
- 1993 — Список Шиндлера / Schindler’s List (реж. Стивен Спилберг)
- 1994 — Гражданин Локк (ТВ) / Citizen Locke
- 1996 — Сердце дракона / DragonHeart
- 1996 — Лесной царь / Der Unhold (реж. Фолькер Шлёндорф)
- 1997 — Площадь Вашингтона / Washington Square (реж. Агнешка Холланд)
- 1998 — Предложение / The Proposition (реж. Лесли Линка Глаттер)
- 1998 — Кое-что о Марте / Martha, Meet Frank, Daniel and Laurence
- 1998 — Мудрость крокодилов / The Wisdom of Crocodiles
- 1999 — Свой человек / The Insider
- 2000 — Чужая игра / Circus
- 2000 — Всё возможно, детка / Maybe Baby
- 2001 — Братья по оружию (телесериал) / Band of Brothers
- 2002 — Пианист / The Pianist (реж. Роман Полански)
- 2003 — Шанхайские рыцари / Shanghai Knights
- 2004 — Вокруг света за 80 дней / Around the World in 80 Days
- 2005 — Сахара / Sahara
- 2005 — Оливер Твист / Oliver Twist (реж. Роман Полански)
- 2007 — Ганнибал: Восхождение / Hannibal Rising
- 2007 — Фред Клаус, брат Санты / Fred Claus
- 2009 — Бесславные ублюдки / Inglourious Basterds (реж. Квентин Тарантино)
- 2009 — Заключённый (мини-сериал) / The Prisoner
- 2011 — Двойник дьявола / The Devil’s Double
- 2011 — Первый мститель / Captain America: The First Avenger
- 2013 — Воровка книг / The Book Thief
- 2014 — Малефисента / Maleficent (реж. Роберт Стромберг)
- 2014 — Ярость / Fury
- 2016 — Иллюзия обмана 2 / Now You See Me: The Second Act

## Награды и номинации
Премия «Оскар» за лучший дизайн костюмов:
- 1994 — «Список Шиндлера» (номинация)
- 2003 — «Пианист» (номинация)
- 2015 — «Малефисента» (номинация)

Премия BAFTA за лучший дизайн костюмов:
- 1994 — «Список Шиндлера» (номинация)

Премия «Сатурн» за лучшие костюмы:
- 1997 — «Сердце дракона» (номинация, совместно с Томасом Кастерлайном)
- 2010 — «Бесславные ублюдки» (номинация)
- 2012 — «Первый мститель» (номинация)
- 2015 — «Малефисента» (номинация)

Премия «Сезар» за лучшие костюмы:
- 2003 — «Пианист» (номинация)

Премия «Спутник» за лучший дизайн костюмов:
- 2015 — «Малефисента» (номинация)

Польские кинонаграды за лучшие костюмы:
- 2003 — «Пианист» (награда)